# NGC 5204
NGC 5204 (również PGC 47368 lub UGC 8490) – magellaniczna galaktyka spiralna (Sm), znajdująca się w gwiazdozbiorze Wielkiej Niedźwiedzicy. Została odkryta 24 kwietnia 1789 roku przez Williama Herschela. Galaktyka ta należy do grupy galaktyk M94.